# Музей «Кобзаря» Т. Г. Шевченко
Музей «Кобзаря» Т. Г. Шевченко — музей в Черкассах посвящён сборнику «Кобзарь» Тараса Шевченко. Находится в доме братьев Цибульських и содержит немало раритетных изданий этой книги. Этот музей называют (неосновательно) единственным в мире музеем одной книги.

## История

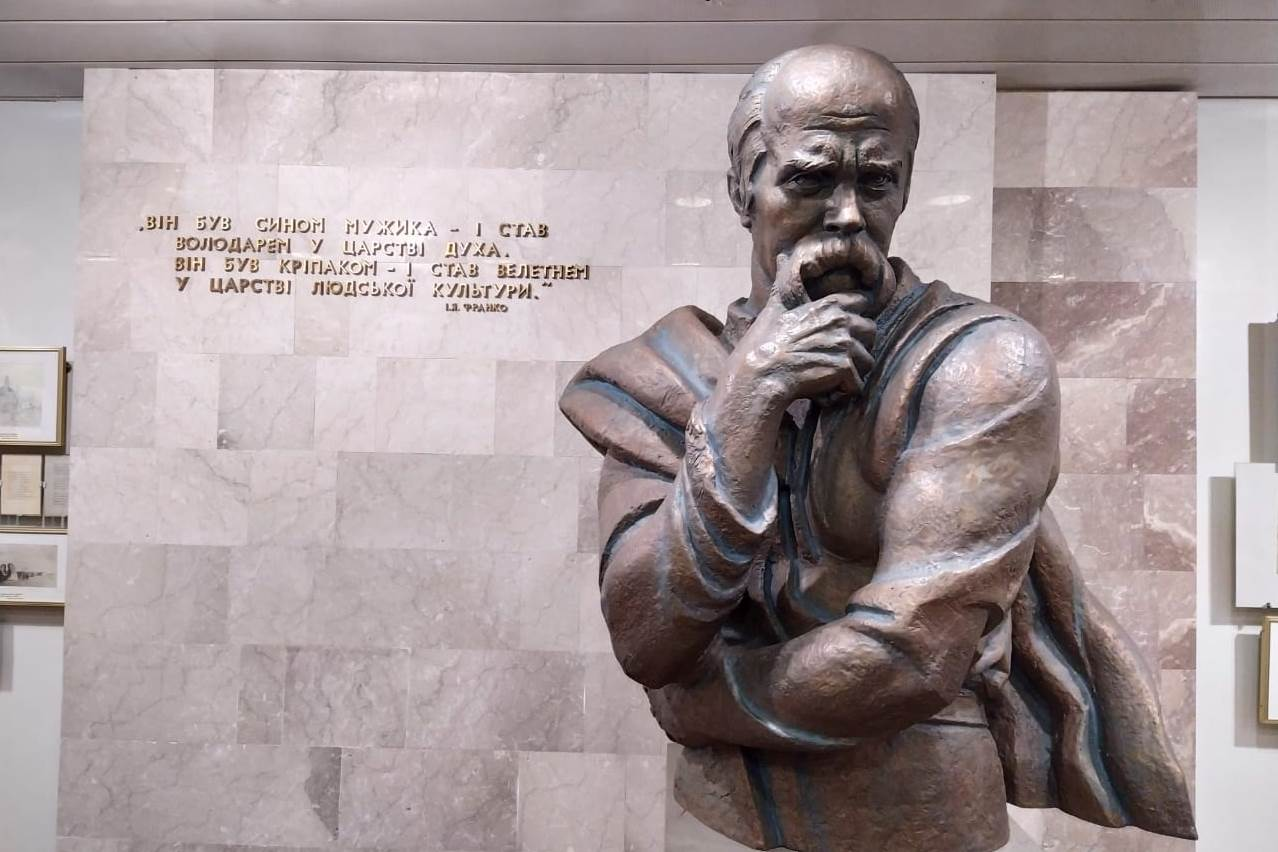
Скульптура Т. Г. Шевченко у входа в музей

Музей «Кобзаря» Т. Г. Шевченко открыт в мае 1989 года в мемориальном здании, в котором с 18 по 22 июля 1859 год жил в семье Цыбульских Т. Г. Шевченко, о чём свидетельствует мемориальная доска на здании музея. В музее представлена история издания произведений Т. Г. Шевченко, иллюстрирования шевченковских стихотворений, а также «Кобзари» в переводах на различные иностранные языки.
Первое издание «Кобзаря» было осуществлено в Петербурге в 1840 году при содействии Е. Гребинки. В этот «Кобзарь» вошло только 8 первых его произведений: «Перебендя», «Катерина», «Иван Пидкова», «Тополя», «Думка», «До Основьяненка», «Тарасова нич» и стихотворение «Думы мои, думы мои», которое написано специально для этого сборника и является как бы эпиграфом не только к этому изданию, но и ко всему творчеству Т. Г. Шевченко.
Из всех прижизненных изданий произведений первый «Кобзарь» был издан на хорошей бумаге, напечатан чётким шрифтом. Особенность этого «Кобзаря» — офорт в начале книги по рисунку В. Штернберга: народный певец — кобзарь с мальчиком-поводырем. Это обобщенный образ кобзаря, который и дал название сборнику. В мире сохранилось лишь несколько экземпляров «Кобзаря» Т. Г. Шевченко 1840 г., один из них в черкасском музее.

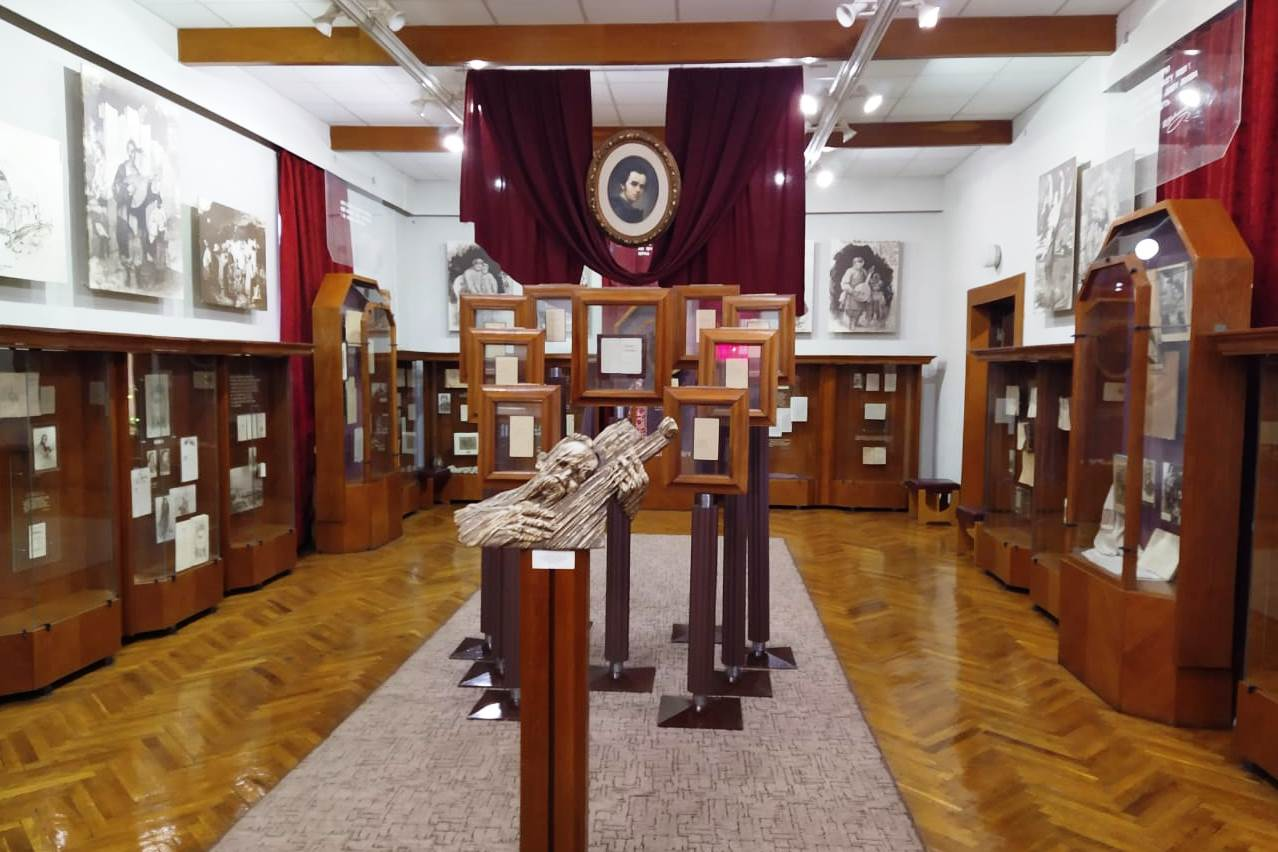
Фрагмент экспозиции музея «Кобзаря»

В музее экспонируется ещё одно прижизненное издание поэта — «Кобзарь» 1860 г., который был напечатан средствами Платона Симиренко, с которым Т. Г. Шевченко познакомился во время своего последнего путешествия по Украине в 1859 году в с. Млиев. П. Симиренко, известный на Украине сахарозаводчик и меценат, выделил для издания «Кобзаря» 1100 рублей. Это издание было значительно полнее предыдущих: сюда вошло 17 произведений и портрет Т. Г. Шевченко. Кроме этих книг, в экспозиции представлены издания других произведений Т. Г. Шевченко, коллекции шевченковских открыток, значков, медалей, плакатов.
Директором музея с первого дня работает праправнучка Т. Г. Шевченко Ольга Шарапа.